# Вячеславка (Росія)
Вячесла́вка (рос. Вячеславка) — селище у складі Родинського району Алтайського краю, Росія. Входить до складу Покровської сільської ради.

## Населення
Населення — 218 осіб (2010; 379 у 2002).
Національний склад (станом на 2002 рік):
- росіяни — 94 %